# Emilia d'Assia-Kassel
Emilia Assia-Kassel (Bad Hersfeld, 11 febbraio 1626 – Francoforte sul Meno, 15 febbraio 1693) è stata una principessa d'Assia-Kassel e, per via matrimoniale, principessa di Taranto e Talmont.

## Biografia
Emilia era la figlia maggiore del langravio Guglielmo V d'Assia-Kassel (1602-1637) e della moglie Amalia Elisabetta (1602-1651), figlia del conte Filippo Luigi II di Hanau-Münzenberg.
Sposò il 15 maggio 1648, a Kassel Henri Charles de La Trémoille, principe di Taranto e Talmont (1620-1672), che operava come generale della madre al servizio dell'Assia-Kassel ed il cui nonno Claudio era ugonotto. Il matrimonio promosse fortemente l'influenza della lingua e della moda francesi alla corte di Kassel. Emily seguì in seguito il suo marito dapprima in Olanda e poi in Francia.
Alla corte di Emilia apparteneva Eleonora d'Olbreuse che proprio nel corso di una visita alla principessa nella sua città di Kassel incontrò nel 1664 il suo futuro marito Giorgio Guglielmo di Brunswick-Lüneburg.
Dopo la morte del marito, Emilia ritornò in Germania e visse a Francoforte, dove sostenne la comunità valdese. Qui morì all'età di 67 anni, vittima della varicella. Il suo corpo fu trasferito a Kassel per la sepoltura.

## Figli
Dal suo matrimonio con Henri Charles de La Trémoille nacquero i seguenti figli:
- Charlotte Emilie (1652–1732), che sposò nel 1680 il conte Anton von Aldenburg (1633–1681)
- Charles Belgique (1655–1709), duca di Thouars che sposò nel 1675 Madeleine de Crequy († 1707)
- Frédéric-Guillaume (1658–1738), principe de Talmont, che sposò nel 1707 Elisabeth Anne de Bouillon
- Henriette-Célèste (1662, morta giovane)
- Marie-Sylvie (1662–1692)

## Ascendenza
|                                           |                                           |                                      | Genitori                                |  |  | Nonni |  |  | Bisnonni                       |  |  | Trisnonni                |  |
|                                           |                                           |                                      |                                         |  |  |       |  |  | 8. Wilhelm V von Hessen-Kassel |  |  | 16. Philipp I von Hessen |  |
|                                           |                                           |                                      |                                         |  |  |       |  |  | 8. Wilhelm V von Hessen-Kassel |  |  | 16. Philipp I von Hessen |  |
|                                           |                                           | 17. Christina von Sachsen            |                                         |  |  |       |  |  | 8. Wilhelm V von Hessen-Kassel |  |  |                          |  |
| 4. Moritz von Hessen-Kassel               |                                           |                                      |                                         |  |  |       |  |  | 8. Wilhelm V von Hessen-Kassel |  |  |                          |  |
|                                           |                                           | 9. Sabine von Württemberg            | 18. Christoph von Württemberg           |  |  |       |  |  |                                |  |  |                          |  |
|                                           |                                           | 9. Sabine von Württemberg            | 18. Christoph von Württemberg           |  |  |       |  |  |                                |  |  |                          |  |
|                                           |                                           | 9. Sabine von Württemberg            | 19. Anna Maria von Brandenburg-Ansbach  |  |  |       |  |  |                                |  |  |                          |  |
| 2. Wilhelm V von Hessen-Kassel            |                                           | 9. Sabine von Württemberg            |                                         |  |  |       |  |  |                                |  |  |                          |  |
|                                           |                                           | 10. Johann Georg zu Solms-Laubach    | 20. Friedrich Magnus I zu Solms-Laubach |  |  |       |  |  |                                |  |  |                          |  |
|                                           |                                           | 10. Johann Georg zu Solms-Laubach    | 20. Friedrich Magnus I zu Solms-Laubach |  |  |       |  |  |                                |  |  |                          |  |
|                                           |                                           | 10. Johann Georg zu Solms-Laubach    | 21. Agnes zu Wied                       |  |  |       |  |  |                                |  |  |                          |  |
| 5. Agnes zu Solms-Laubach                 |                                           | 10. Johann Georg zu Solms-Laubach    |                                         |  |  |       |  |  |                                |  |  |                          |  |
|                                           |                                           | 11. Margarete von Schönburg-Glauchau | 22. Georg I von Schönburg-Glauchau      |  |  |       |  |  |                                |  |  |                          |  |
|                                           |                                           | 11. Margarete von Schönburg-Glauchau | 22. Georg I von Schönburg-Glauchau      |  |  |       |  |  |                                |  |  |                          |  |
|                                           |                                           | 11. Margarete von Schönburg-Glauchau | 23. Dorothea Reuss zu Greiz             |  |  |       |  |  |                                |  |  |                          |  |
| 1. Emilie von Hessen-Kassel               |                                           | 11. Margarete von Schönburg-Glauchau |                                         |  |  |       |  |  |                                |  |  |                          |  |
|                                           | 12. Philipp Ludwig I von Hanau-Münzenberg | 24. Philipp III von Hanau-Münzenberg |                                         |  |  |       |  |  |                                |  |  |                          |  |
|                                           | 12. Philipp Ludwig I von Hanau-Münzenberg | 24. Philipp III von Hanau-Münzenberg |                                         |  |  |       |  |  |                                |  |  |                          |  |
|                                           | 12. Philipp Ludwig I von Hanau-Münzenberg | 25. Helena von Pfalz-Simmern         |                                         |  |  |       |  |  |                                |  |  |                          |  |
| 6. Philipp Ludwig II von Hanau-Münzenberg | 12. Philipp Ludwig I von Hanau-Münzenberg |                                      |                                         |  |  |       |  |  |                                |  |  |                          |  |
|                                           |                                           | 13. Magdalene von Waldeck            | 26. Philipp IV von Waldeck              |  |  |       |  |  |                                |  |  |                          |  |
|                                           |                                           | 13. Magdalene von Waldeck            | 26. Philipp IV von Waldeck              |  |  |       |  |  |                                |  |  |                          |  |
|                                           |                                           | 13. Magdalene von Waldeck            | 27. Jutta von Isenburg-Grenzau          |  |  |       |  |  |                                |  |  |                          |  |
| 3. Amalie Elisabeth von Hanau-Münzenberg  |                                           | 13. Magdalene von Waldeck            |                                         |  |  |       |  |  |                                |  |  |                          |  |
|                                           |                                           | 14. Willem I van Oranje              | 28. Willem I van Nassau-Dillenburg      |  |  |       |  |  |                                |  |  |                          |  |
|                                           |                                           | 14. Willem I van Oranje              | 28. Willem I van Nassau-Dillenburg      |  |  |       |  |  |                                |  |  |                          |  |
|                                           |                                           | 14. Willem I van Oranje              | 29. Juliana zu Stolberg                 |  |  |       |  |  |                                |  |  |                          |  |
| 7. Catharina Belgica van Oranje-Nassau    |                                           | 14. Willem I van Oranje              |                                         |  |  |       |  |  |                                |  |  |                          |  |
|                                           |                                           | 15. Charlotte de Bourbon-Montpensier | 30. Louis III de Montpensier            |  |  |       |  |  |                                |  |  |                          |  |
|                                           |                                           | 15. Charlotte de Bourbon-Montpensier | 30. Louis III de Montpensier            |  |  |       |  |  |                                |  |  |                          |  |
|                                           |                                           | 15. Charlotte de Bourbon-Montpensier | 31. Jacqueline de Longwy                |  |  |       |  |  |                                |  |  |                          |  |
|                                           |                                           | 15. Charlotte de Bourbon-Montpensier |                                         |  |  |       |  |  |                                |  |  |                          |  |